# کیکیتارجواک
کیکیتارجواک (به انگلیسی: Qikiqtarjuaq) یک شهرک در کانادا است که در نوناووت واقع شده‌است. کیکیتارجواک ۱۳۰٫۷۱ کیلومتر مربع مساحت و ۵۹۸ نفر جمعیت دارد و ۶ متر بالاتر از سطح دریا واقع شده‌است.